# جيمس بينتون غرانت
جيمس بينتون غرانت (بالإنجليزية: James Benton Grant)‏ هو مهندس ومهندس معادن ‏ وسياسي أمريكي، ولد في 2 يناير 1848 في مقاطعة روسيل في الولايات المتحدة، وتوفي في 1 نوفمبر 1911 في غكسلسيور سبرنغز في الولايات المتحدة. حزبياً، نشط في الحزب الديمقراطي. وقد انتخب Governor of Colorado ‏ (9 يناير 1883 – 13 يناير 1885).